# Reinertsen
Reinertsen AS är ett konsult- och entreprenadföretag etablerat 1946. Det ägs av dr.ing. Torkild R. Reinertsen och dr.ing. Erik R. Reinertsen. Företaget erbjuder tjänster inom områdena olja &gas och industri, bygg & anläggning samt infrastruktur. 
Koncernen har drygt 2500 anställda och en omsättning på ca 3,6 miljarder norska kronor. Huvudkontoret ligger i Trondheim, men kontor finns också i Oslo, Bergen, Stavanger, Orkanger, Tjeldbergodden, Bodø, Luleå, Göteborg, Stockholm, Stenungsund, Malmö, Murmansk, Hammerfest och Szczecin.
Reinertsen Sverige AB är ett dotterbolag till Reinertsen AS. Konsultverksamheten i Sverige är inriktad mot anläggnings- och byggnadskonstruktion, installationsteknik, arkitektur, infrastruktur, energi, processindustri och oljeplattformar.

## Konkurs
Norska bolaget gick konkurs 2017 och företaget blev sålt till Aker Solutions.